# Dornier Do 318
O Dornier Do 318 foi um projecto da Dornier para um hidroavião militar de reconhecimento aéreo e busca e salvamento. Projectado em 1943, era essencialmente uma versão mais potente do Dornier Do 24. O projecto foi abandonado, tendo-se construído um exemplar porém o mesmo nunca voou.